# Sinarades
Sinarades (griechisch Σιναράδες (m. pl.)) ist ein Dorf im Westen der griechischen Insel Korfu. Zusammen mit zwei weiteren Siedlungen bildet es einen Stadtbezirk (Δημοτική Κοινότητα Σιναράδων Dimotikí Kinótita Sinarádon) im Gemeindebezirk Parelii der Gemeinde Kendriki Kerkyra ke Diapondia Nisia. 

## Gliederung und Einwohnerentwicklung
Einwohnerentwicklung von Sinarades
| Name        | griechischer Name    | Code       | 1920 | 1928 | 1940 | 1951 | 1961 | 1971 | 1981 | 1991 | 2001 | 2011 |
| ----------- | -------------------- | ---------- | ---- | ---- | ---- | ---- | ---- | ---- | ---- | ---- | ---- | ---- |
| Sinarades   | Σιναράδες            | 3201141001 | 1491 | 1646 | 1586 | 1356 | 1316 | 1144 | 1008 | 1062 | 1124 | 0854 |
| Aspai       | Ασπάι (n. sg.)       | 3201141002 |      |      |      |      |      | 0011 | 0011 | 0014 | 0088 | 0038 |
| Kondogialos | Κοντογιαλός (m. sg.) | 3201141003 |      |      |      |      |      |      |      | 0015 | 0006 | 0028 |
| Gesamt      | Gesamt               | 32011410   | 1491 | 1646 | 1586 | 1356 | 1316 | 1155 | 1019 | 1091 | 1218 | 920  |